# Sturenkatu
Sturenkatu est une rue des quartiers  Vallila et Alppiharju d'Helsinki en Finlande.

## Présentation
La rue Sturenkatu  part de Helsinginkatu dans le quartier d'Alppiharju au sud du parc Linnanmäki, puis elle continue vers nord-est en traversant le quartier de Vallila et se termine dans Hämeentie. 
Sturenkatu sépare  Alppila et Harju.

## Étymologie
La rue porte le nom de Sten Sture le Vieil et Sten Sture le Jeune.
La rue appartient au groupe de rues de Kallio et d'Alppiharju nommées en memoire de personnages historiques. 
Le nom finnois Sturekatu a été confirmé en 1909 et l'orthographe actuelle en 1928.

## Bâtiments
- Maison de la culture à Helsinki
- Église Saint-Paul d'Helsinki
- Pasilan konepaja
- Kalliola, Sturenkatu 11
- Museovirasto
- Villa Sture, Sturenkatu 12–14.

## Transports

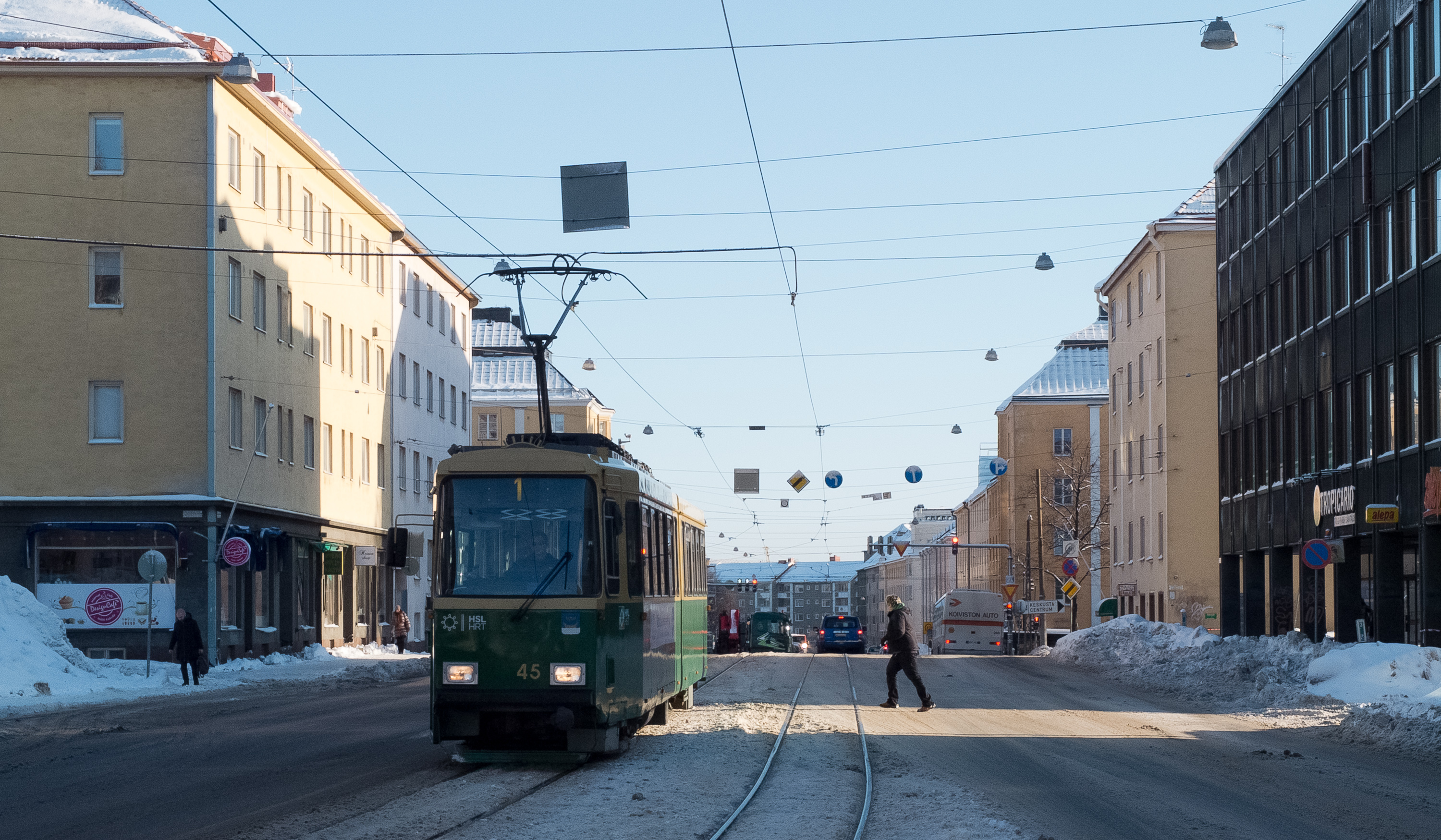
Tram dans Sturenkatu.

Sturenkatu est très fréquentée par les bus de longue distance. 
Presque tous les bus de longue distance au départ de Kamppi passent par la Tuusulanväylä (Tuusula, Järvenpää), la Lahdenväylä (Lahti, Jyväskylä, Mikkeli), la Porvoonväylä (Porvoo) et l'Itäväylä (Kouvola, Kotka).
Cependant, plusieurs lignes de tram traversent Sturenkatu : la ligne 3 à Porvoonkatu, la ligne 9 à la rue Aleksis Kiven katu et la ligne 7 à Mäkelänkatu. 
Les lignes 1 et 8 passent à Sturenkatu à l'intersection de Helsinginkatu et les lignes 6 et 8 à l'intersection de Hämeentie.

## Galerie

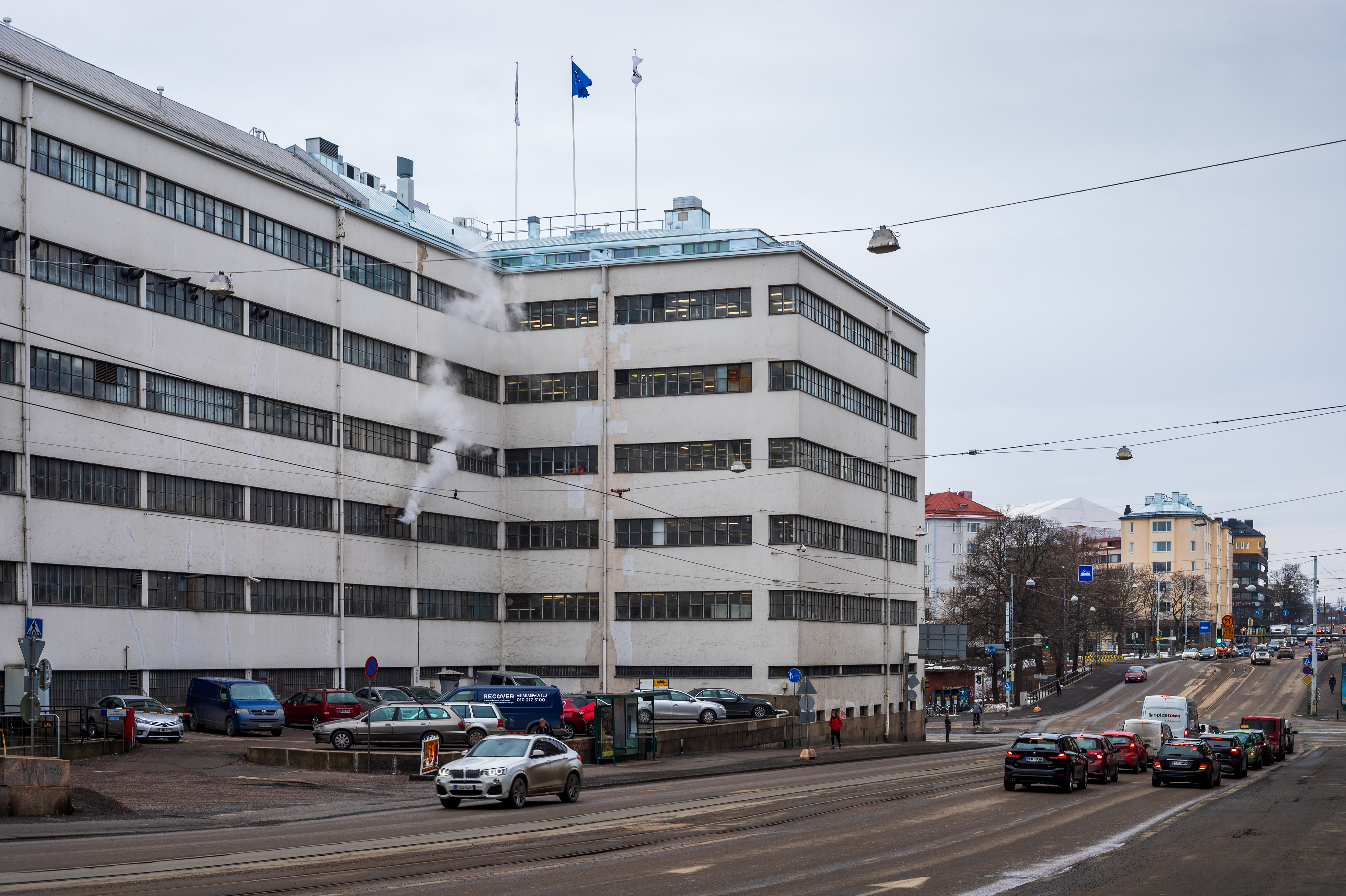
Usine de torréfaction de Meira.
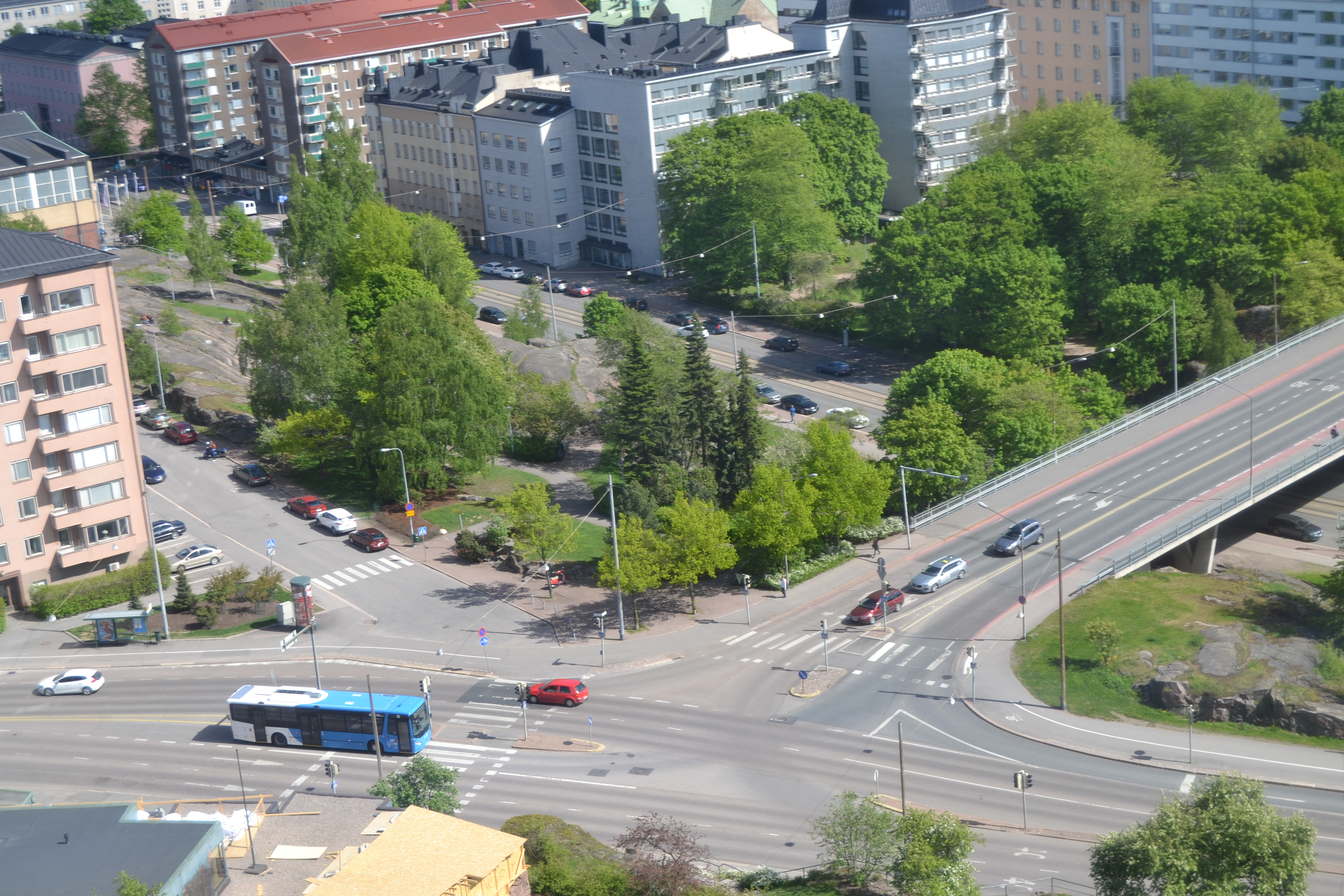
Intersection of Sturenkatu et Wallininkatu vue de Linnanmäki.
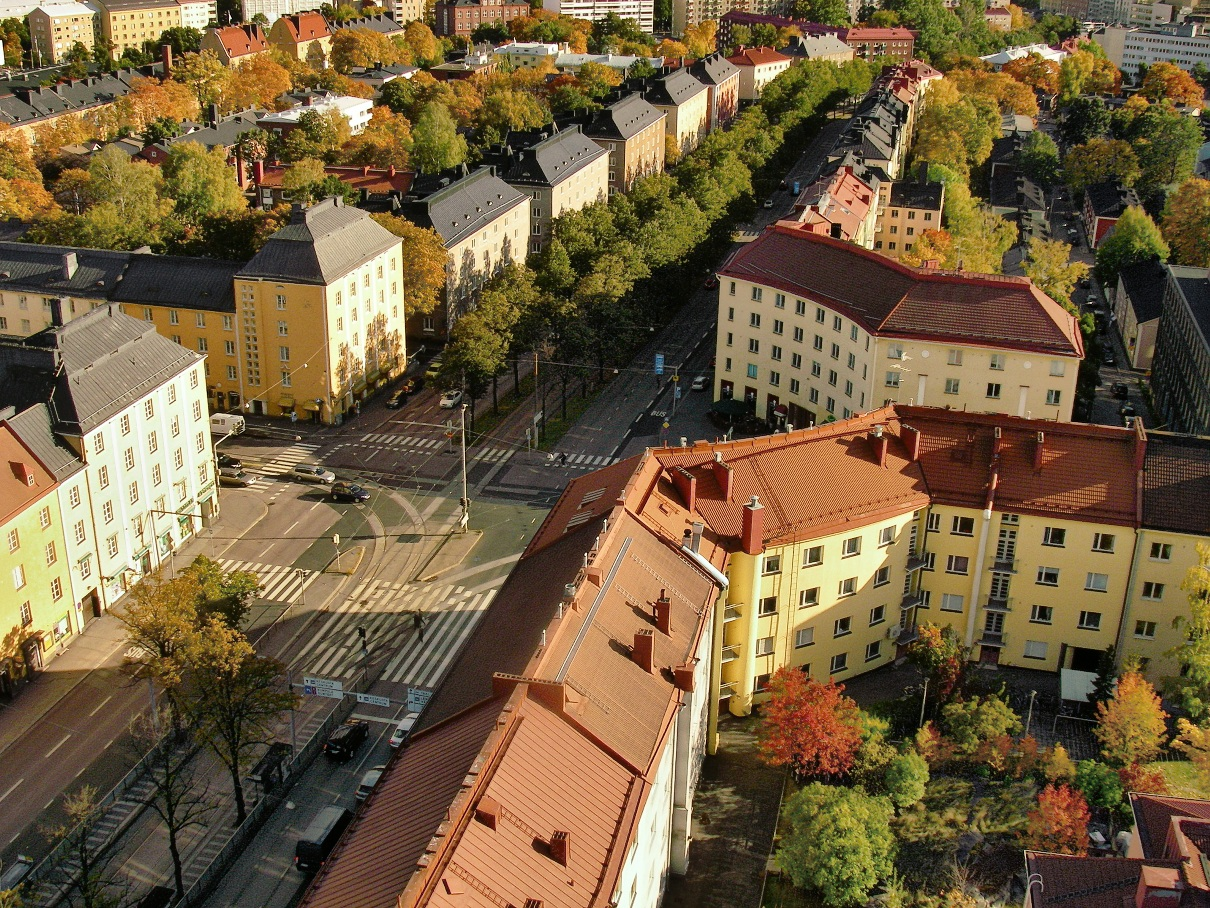
Croisement de Sturenkatu et Mäkelänkatu.
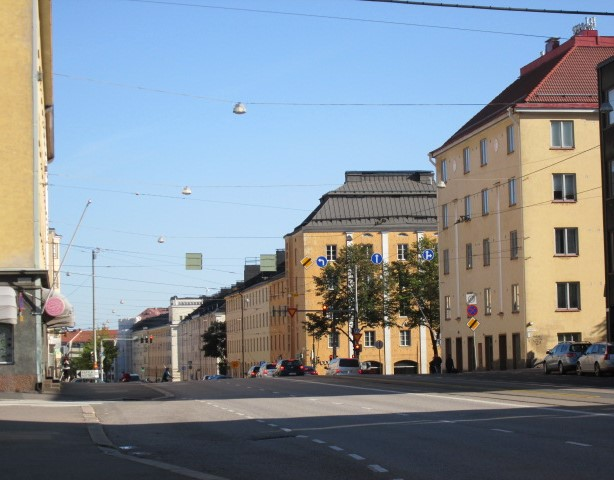
Croisement de Sturenkatu et Mäkelänkatu.

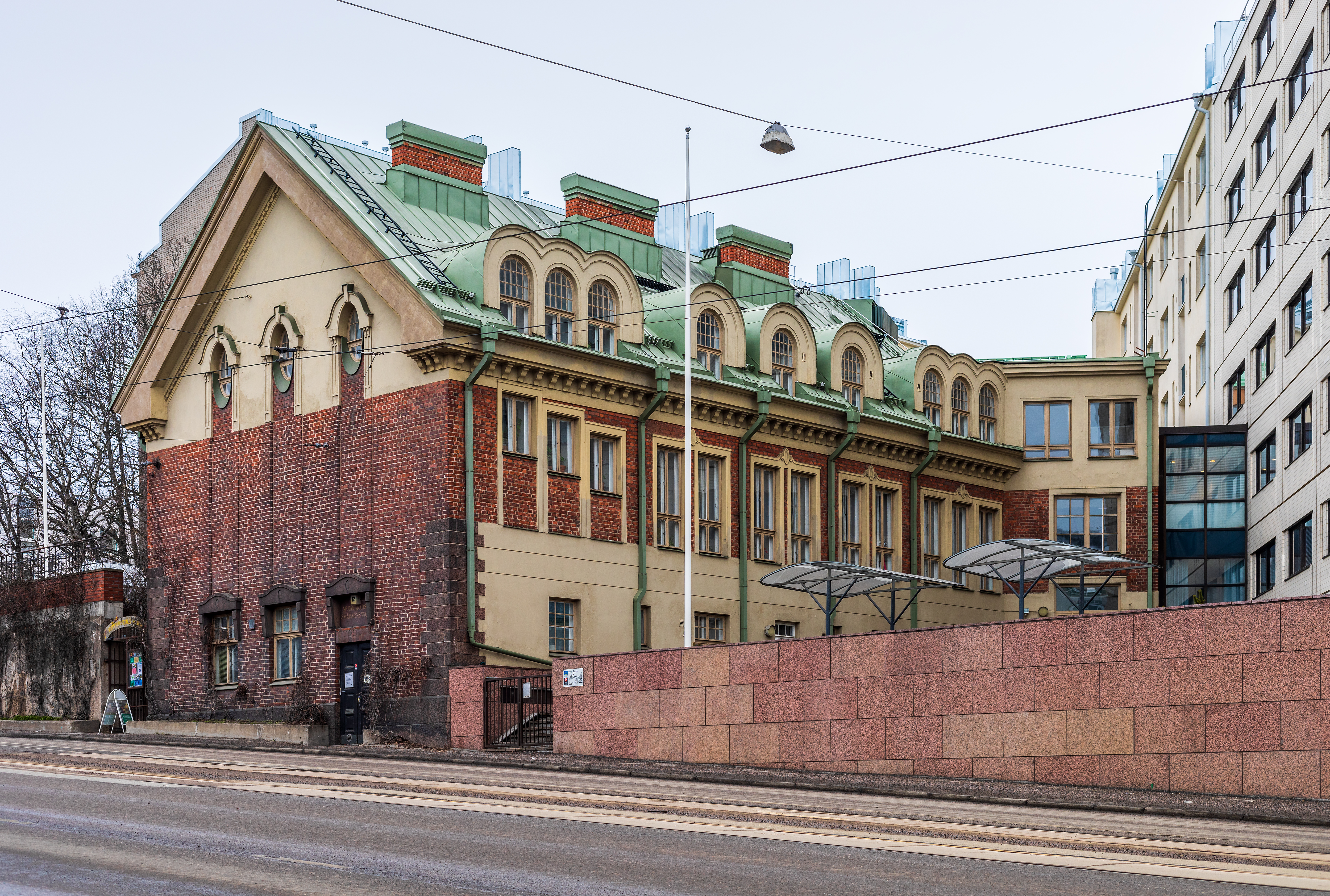
Villa Sture.
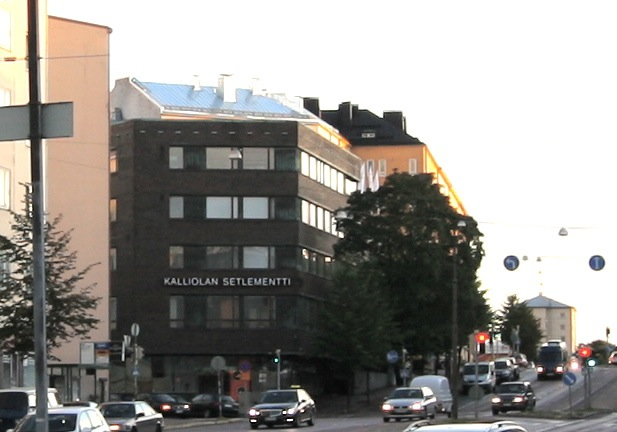
Kalliola.
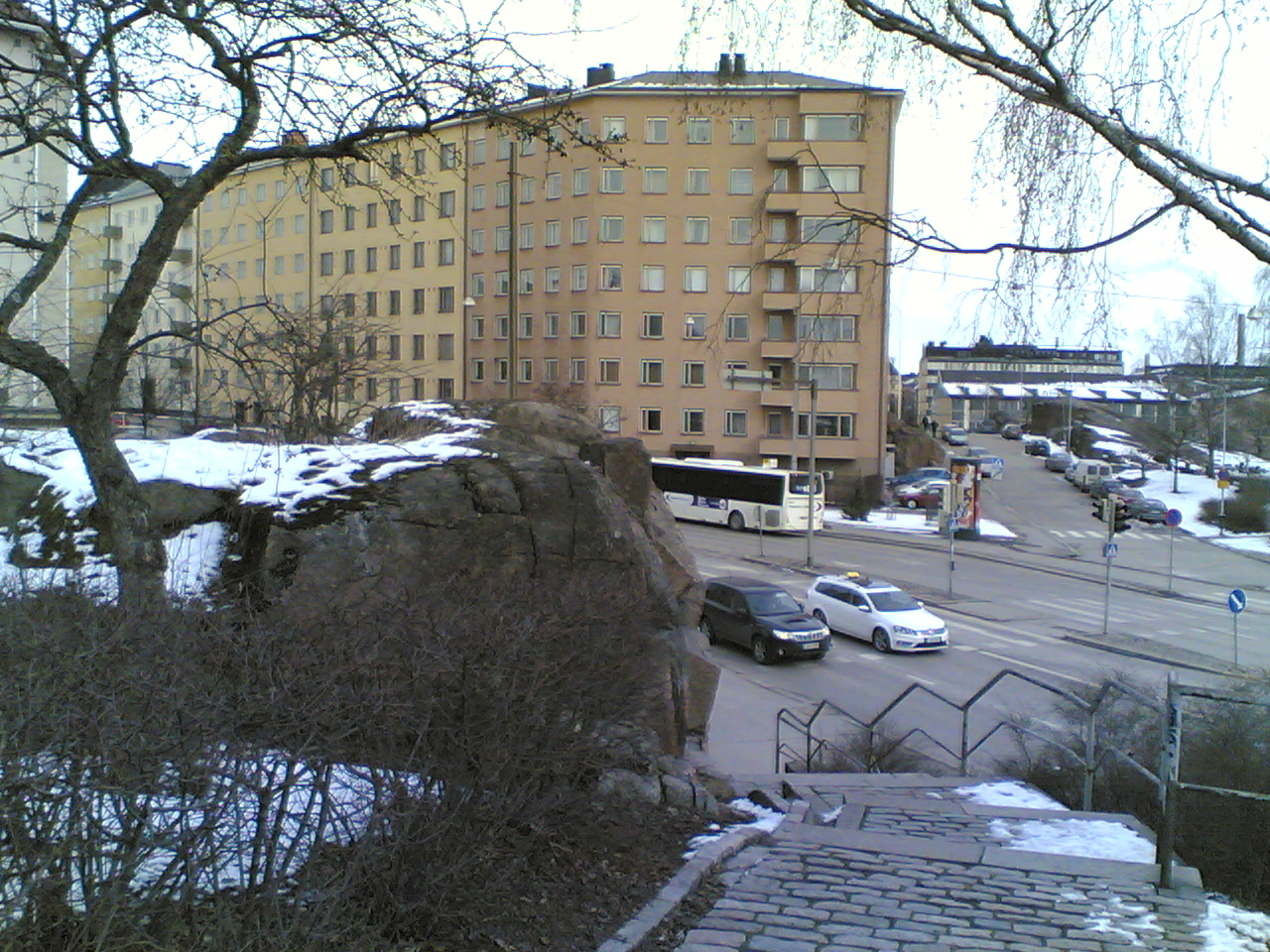
Sturenkatu.
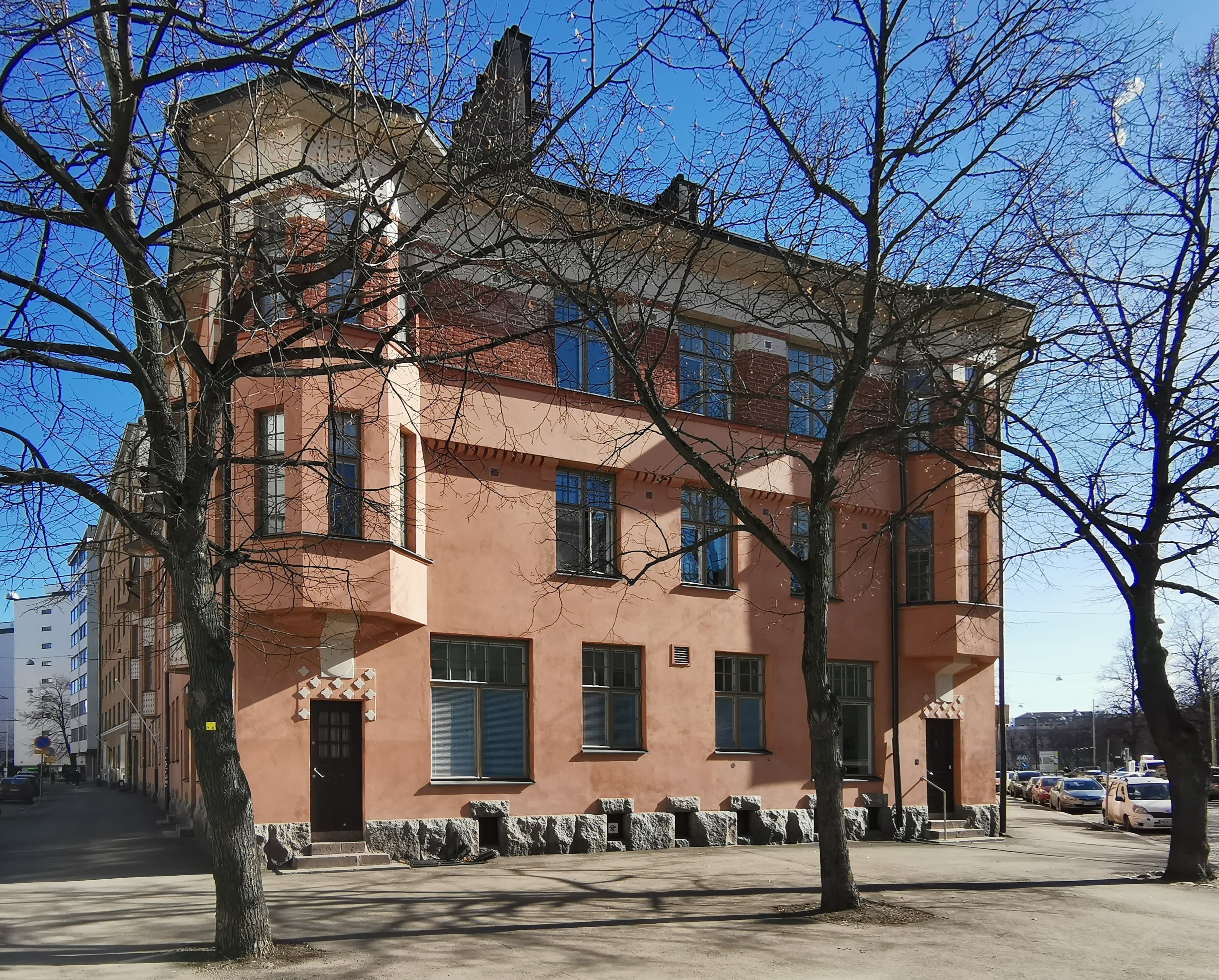